# 제나 티암
제나 티암(Jenna Thiam, 1990년 12월 19일 ~ )은 프랑스의 배우이다.